# Simo Häyhä
Simo "Simuna" Häyhä (phát âm tiếng Phần Lan: [ˈsimo̞ ˈhæy̯ɦæ]; 17 tháng 12 năm 1905 – 1 tháng 4 năm 2002), được Hồng Quân đặt biệt danh là "Cái chết trắng" (tiếng Nga: Белая смерть, đã Latinh hoá: Belaya smert'; tiếng Phần Lan: valkoinen kuolema; tiếng Thụy Điển: den vita döden), là một xạ thủ bắn tỉa người Phần Lan. Ông ta đã sử dụng một khẩu M/28-30 do Phần Lan sản xuất, một biến thể của súng trường Mosin-Nagant, và một khẩu tiểu liên Suomi KP-31. Trong Chiến tranh Mùa đông 1940, Đại úy Antti Rantama thuộc đơn vị của Häyhä ghi lại rằng ông đã tiêu diệt 259 quân địch bằng súng bắn tỉa và số lần tiêu diệt tương đương bằng súng tiểu liên, tổng cộng là khoảng 500 Tuy nhiên một số nhà sử học nghi ngờ thành tích này là phóng đại bởi tuyên truyền của Phần Lan, và các nguồn từ đơn vị Häyhä đã chỉ ra rằng khoảng 1 nửa thành tích của ông là không thể xác nhận được
Trong cuốn nhật ký tựa đề "Sotamuistoja" ("Kí ức chiến tranh"), viết vào năm 1940, Simo Hayha đã kể về trải nghiệm của ông trong cuộc chiến tranh Mùa đông. Nó tình cờ được phát hiện vào năm 2017 bởi những người nghiên cứu lịch sử chiến đấu của ông; nó được Hayha cất giữ trong nhiều thập kỷ chứ không công bố.

## Đầu đời
Häyhä sinh ra ở thị trấn Rautjärvi ở tỉnh Viipuri, miền nam Phần Lan, gần biên giới với Nga. Ông là con út thứ hai trong số tám người con trong một gia đình nông dân theo đạo Tin lành Luther Ông là một nông dân, thợ săn và người chuyên trượt tuyết trước khi thực hiện nghĩa vụ quân sự. Ông gia nhập lực lượng dân quân Bạch Vệ của Phần Lan (Suojeluskunta) ở tuổi 21 và đạt nhiều thành tích cao trong các cuộc thi bắn súng ở tỉnh Viipuri. Ông không muốn mình quá nổi bật, vì vậy nên trong các bức ảnh thời trẻ, ông thường đứng ở hàng sau cùng trong các bức ảnh nhóm, và thành công sau này buộc ông phải ở vị trí trung tâm. Tuy nhiên, ông đã không được đào tạo về bắn tỉa cho đến năm 1938, khi ông trải qua khóa huấn luyện bắn tỉa tại một trung tâm đào tạo tại thôn Utti, một năm trước khi diễn ra cuộc chiến Mùa đông

## Chiến tranh Mùa Đông

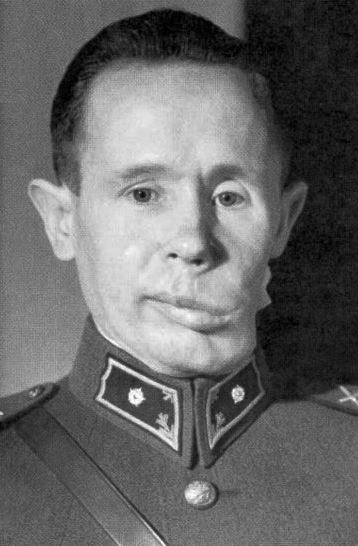
Häyhä với vết thương ở má trái vào năm 1940

Häyhä là xạ thủ bắn tỉa cho Lục quân Phần Lan trong Chiến tranh Liên Xô - Phần Lan (1939-1940). Ông thuôc Đại đội 6 tiểu đoàn 2 trung đoàn 34 tham chiến trong Trận Kollaa. Nhiệt độ khi đó ở trong khoảng −40 °C (−40 °F) tới −20 °C (−4 °F). Ông mặc quần áo ngụy trang hoàn toàn là màu trắng. Ngược lại, quân đội Liên Xô không được cấp những bộ đồ ngụy trang màu trắng trong phần lớn cuộc chiến này, do đó họ dễ bị lính bắn tỉa quan sát trong điều kiện mùa đông. Stalin trước đó đã tiến hành thành thanh lọc nhiều sĩ quan vào cuối những năm 1930 nên vì thế Hồng quân rất thiếu tổ chức.
Häyhä sử dụng khẩu súng trường dân quân được phát, một khẩu SAKO M/28-30 mang số sê-ri 35281, mã số dân quân là S60974. Đây là một phiên bản của khẩu súng trường Mosin Nagant do Dân quân của Phần Lan cải tiến được gọi là "Pystykorva" (nghĩa đen là "chó Spitz" do phần đầu súng trông giống đầu của một con chó đuôi cuộn), sử dụng đạn Mosin-Nagant 7.62×53R của Phần Lan. Ông thích ngắm bằng điểm ruồi hơn ống ngắm, vì điểm ruồi giúp người bắn khó bị kẻ thù bắn trúng hơn (xạ thủ phải ngẩng cao hơn vài cm khi sử dụng ống ngắm); điểm ruồi cũng đáng tin cậy hơn vì ống ngắm dễ bị mờ khi trời lạnh; ống ngắm cũng có thể bị phản chiếu bởi ánh sáng mặt trời khiến vị trí của xạ thủ bắn tỉa bị lộ. Häyhä cũng không được huấn luyện với súng bắn tỉa của Liên Xô, do đó không muốn chuyển sang sử dụng kính ngắm của Liên Xô (M/91-30 PE hoặc PEM). Ông thường xuyên tạo những đụn tuyết tuyết dày đặc trước vị trí của mình để giấu mình, cung cấp điểm tựa cho khẩu súng và giảm lượng tuyết bị khuấy động sau mỗi phát bắn. Ngoài ra ông còn ngậm tuyết trong miệng khi bắn để ngăn hơi thở tỏa ra trong không khí khi trời lạnh.
Con số địch thủ bị ông bắn hạ trong vòng chưa đầy 100 ngày, vào giai đoạn ánh sáng ban ngày là rất ít. Thành tích diệt địch của một tay súng bắn tỉa dựa trên chính ghi nhận của tay súng đó, với sự xác nhận của đồng đội, và chỉ những người chắc chắn đã chết mới được tính, đồng thời không tính các mục tiêu bị nhiều người bắn vào. Số quân địch bị tiêu diệt bởi trưởng nhóm không được tính, theo một số nguồn ước tính là hơn 200.
Trong chiến tranh, "Cái chết trắng" là một trong những chủ đề hàng đầu được phía Phần Lan tuyên truyền. Các tờ báo Phần Lan thường đăng tin về người lính Phần Lan vô hình, nhằm tạo ra một anh hùng có nhân dạng bí ẩn. Finnish sources state that Häyhä was nicknamed "The White Death" by the Red Army (tiếng Nga: Белая смерть, Belaja smert; tiếng Phần Lan: valkoinen kuolema; tiếng Thụy Điển: den vita döden). Thực ra, cái tên "Cái chết trắng" là bắt nguồn hoàn toàn từ tuyên truyền của Phần Lan, thay vì được đặt cho Häyhä bởi binh sĩ Nga. Theo thông tin từ các tù binh Nga, đối với lính Nga thì "Cái chết trắng" ám chỉ một đợt băng giá nghiêm trọng trong rừng sâu. Biệt danh "Cái chết trắng" chỉ lần đầu tiên được gán cho Häyhä trong một tác phẩm văn học về Chiến tranh Mùa đông vào cuối những năm 1980.
Khi trao cho Häyhä một khẩu súng trường danh dự vào ngày 17 tháng 2 năm 1940, chỉ huy sư đoàn của Häyhä là A. Svensson ghi nhận thành tích bắn tỉa của ông là 219 và có số lần tiêu diệt tương đương bằng tiểu liên. Riêng vào ngày 21 tháng 12 năm 1939 ông tiêu diệt được 25 quân địch. Trong nhật ký của mình, tuyên úy Antti Rantama ghi lại rằng số chiến công bằng súng bắn tỉa của Häyhä là 259 và số lần tiêu diệt tương đương bằng súng tiểu liên kể từ đầu chiến tranh cho đến ngày 7 tháng 3 năm 1940, một ngày sau khi Häyhä bị thương nặng.
Một vài số liệu của Häyhä được lấy từ một tài liệu của Lục quân Phần Lan, tính từ lúc bắt đầu cuộc chiến vào ngày 30 tháng 11 năm 1939:
- 22 tháng 12 năm 1939: 138 lần tiêu diệt bằng súng bắn tỉa[24] trong 22 ngày
- 26 tháng 1 năm 1940: 199 lần tiêu diệt bằng súng bắn tỉa[25] (61 trong 35 ngày)
- 17 tháng 2 năm 1940: 219 lần tiêu diệt bằng súng bắn tỉa[2] (20 trong 22 ngày)
- 7 tháng 3 năm 1940 (khi Häyhä bị thương nặng): tổng cộng 259 lần tiêu diệt bằng súng bắn tỉa[2] (40 trong 18 ngày)

Cuối cùng, Häyhä được quân đội Phần Lan ghi nhận đã bắn hạ 505 đối phương. Tuy nhiên, các nguồn từ đơn vị của ông cho thấy rằng chỉ có 259 trong số đó là có thể xác nhận. Số còn lại chỉ là "thành tích có thể", tức là không thể xác nhận được Trong hồi ký của mình, Hayha ước tính rằng mình đã hạ khoảng 500 đối phương, tuy nhiên ông cũng cho rằng con số này có lẽ là phóng đại, vì "Chiến tranh mùa đông không phải là một cuộc chạy đua, mà là một cuộc đấu tranh" (tức là hoàn cảnh ác liệt khiến ông không thể xác nhận nhiều phát bắn có trúng đích hay không).
Nhà sử học Phần Lan Risto Marjomaa đã đặt ra nghi vấn về số lượng tiêu diệt của Hayha, vì việc xác nhận thương vong rất khó khăn do không có thi thể làm bằng chứng. Trong bài báo được xuất bản bởi National Biography of Finland, Marjomaa chỉ ghi nhận Häyhä có tổng số "hơn 200 tiêu diệt". Vấn đề càng phức tạp hơn nữa do việc Phần Lan đã sử dụng những thành tích của Häyhä như một công cụ tuyên truyền: báo chí Phần Lan đã xây dựng một câu chuyện thần thoại xoay quanh vị anh hùng Häyhä ở giai đoạn đầu của cuộc chiến.
Theo dữ liệu y tế của Hồng quân Liên Xô được giải mật vào thập niên 1990, Sư đoàn súng trường 56 của Liên Xô đã có 678 người tử trận vào tháng 12 năm 1939. Theo đó, nếu thành tích của Häyhä là thật, thì chỉ một mình Häyhä đã tiêu diệt 25% số binh sĩ thiệt mạng của cả sư đoàn 56 và chỉ riêng Häyhä đã chiếm 100% thành tích của tiểu đoàn mình (Tiểu đoàn 2 của Trung đoàn 34). Dựa theo số liệu này, nhà sử học Nga Oleg Kiselev khẳng định rằng Häyhä không thể tiêu diệt được nhiều như Phần Lan tuyên bố, và Kiselev cho rằng thành tích thực của Häyhä là tiêu diệt được khoảng "một đại đội" (100 người) bằng súng bắn tỉa.
Vào ngày 6 tháng 3 năm 1940, Häyhä bị thương ở hàm dưới bên trái bởi một viên đạn nổ bắn ra từ một tay súng Hồng Quân. Người đồng đội đỡ ông dậy nói rằng Häyhä bị "mất một nửa khuôn mặt của mình". Ông may mắn thoát chết và tỉnh lại vào ngày 13 tháng 3, ngày mà Hòa ước Moskva được ký kết. Ông tình cờ đọc được về cái chết của chính mình trên tờ báo và gửi một lá thư đến tờ giấy để đính chính. Ngay sau chiến tranh, ông được Nguyên soái Phần Lan Carl Gustaf Emil Mannerheim thăng cấp từ alikersantti (Hạ sĩ) lên vänrikki (trung úy).
Cuốn hồi ký của Häyhä viết vào năm 1940 sau khi bị thương (chỉ được phát hiện vào năm 2017) cho người thấy một khía cạnh nhẹ nhàng, hài hước hơn của ông: "Sau Giáng Sinh, chúng tôi bắt gặp một gã người Nga, bịt mắt gã, làm gã chóng cả mặt và đưa gã tới một bữa tiệc trong lều của Nỗi kinh hoàng Maroc. Gã người Nga tỏ ra vui mừng vì được đãi rượu và tiếc nuối khi phải rời đi."

## Cuộc sống sau này

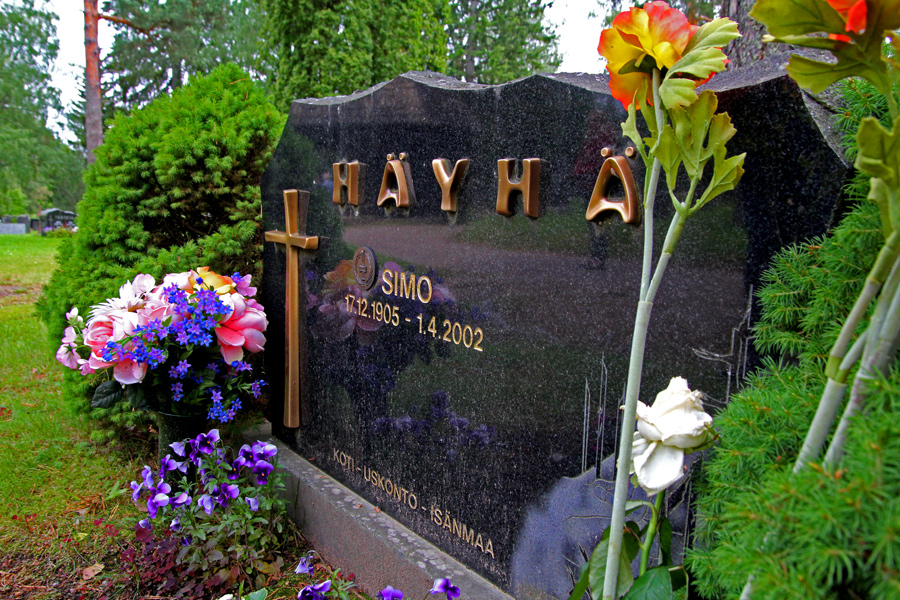
Mộ của Simo Häyhä ở Nghĩa trang Nhà thờ Ruokolahti, Karelia, Phần Lan

Phải mất vài năm để Häyhä hồi phục vết thương. Viên đạn làm hỏng hàm và làm biến dạng phần lớn má bên trái của ông. Sau Chiến tranh thế giới thứ hai ông hồi phục sức khỏe và trở thành một thợ săn nai sừng tấm đồng thời là một người gây giống chó. Ông vinh dự được đi săn cùng Tổng thống Phần Lan Urho Kekkonen. Tuy nhiên, ông cũng gặp phải nhiều lời hăm dọa, thậm chí là dọa giết. Ông cũng ít khi nói về cuộc chiến.
Trong cuộc phỏng vấn vào năm 1998 người ta hỏi vì sao ông có thể trở thành một tay bắn tỉa giỏi như thế, và câu trả lời là: "Luyện tập". Ông còn được hỏi vào năm 2002 rằng ông có hối hận vì đã giết nhiều người không. Ông trả lời: "Tôi chỉ làm những gì người ta bảo tôi phải làm, và cố gắng làm tốt nhất có thể. Sẽ không có Phần Lan nếu tất cả mọi người không làm như thế."
Häyhä dành những năm cuối đời của mình trong một viện dưỡng lão dành cho cựu chiến binh tại thị trấn Hamina và mất tại đây vào năm 2002, thọ 96 tuổi. Ông được chôn cất tại nghĩa trang của họ đạo tại thị trấn Ruokolahti–quê nhà của ông.